# Соколово (Гнезненський повіт)
Соколово (пол. Sokołowo, нім. Sockeln) — село в Польщі, у гміні Вітково Гнезненського повіту Великопольського воєводства.
Населення — 118 осіб (2011).
У 1975-1998 роках село належало до Конінського воєводства.

## Демографія
Демографічна структура станом на 31 березня 2011 року:
|          | Загалом | Допрацездатний вік | Працездатний вік | Постпрацездатний вік |
| -------- | ------- | ------------------ | ---------------- | -------------------- |
| Чоловіки | 60      | 19                 | 35               | 6                    |
| Жінки    | 58      | 17                 | 30               | 11                   |
| Разом    | 118     | 36                 | 65               | 17                   |